# Wanda Krowicka
Wanda Krowicka (ur. 1911, zm. 2002) – nauczycielka polska, działaczka Związku Nauczycielstwa Polskiego.

## Życiorys
Seminarium nauczycielskie ukończyła w 1932 i pracowała w szkołach Sosnowca, a od 1937 w obwodzie kuratorium Brzesko. Okres II wojny światowej spędziła w Sosnowcu, oficjalnie pracując fizycznie na torach kolejowych. Zaangażowała się w tajne nauczanie, prowadząc zajęcia w zespołach po 4–6 uczniów na poziomie szkolnictwa powszechnego. Jednocześnie rozprowadzała wśród dzieci polskie książki.
Po wojnie powróciła do pracy nauczycielskiej w Sosnowcu, potem w Kudowie. Choroba gardła zmusiła ją do przejścia do administracji komunikacyjnej w 1951; w latach 1952–1953 zatrudniona była w Wydziale Kultury i Sztuki w Mysłowicach, w czerwcu 1953 została kierownikiem Domu Dziecka w Mysłowicach. Od 1956 do emerytury pracowała w Szkole Podstawowej nr 22 w Sosnowcu w bibliotece szkolnej. 
Na emeryturze nie zaprzestała aktywności społecznej w Związku Nauczycielstwa Polskiego, pełniąc m.in. obowiązki wiceprzewodniczącej Sekcji Emerytów i Rencistów oddziału w Sosnowcu. Szczególną troską otaczała osoby samotne i wymagające opieki. W uznaniu pracy zawodowej i działalności społecznej odznaczona została m.in. Złotym Krzyżem Zasługi, Krzyżem Kawalerskim Orderu Odrodzenia Polski oraz złotą odznaką Związku Nauczycielstwa Polskiego. Zmarła w 2002.